# Simulium pulverulentum
Simulium pulverulentum är en tvåvingeart som beskrevs av Frederick Knab 1915. Simulium pulverulentum ingår i släktet Simulium och familjen knott. Inga underarter finns listade i Catalogue of Life.